# Закон об управлении Индией (1935)
Закон об управлении Индией (англ. Government of India Act 1935) — закон, принятый британским парламентом в августе 1935 года по результатам работы трёх конференций «круглого стола» (1930-1932).

## Предыстория
В первой половине XX века Индийский национальный конгресс (ИНК) и другие политические организации положили начало индийскому национально-освободительному движению, целью которого было достижение независимости от Великобритании. В 1920—1930-е годы миллионы индийцев последовали за Махатмой Ганди, который начал массовую кампанию гражданского неповиновения (сатьяграха), основанную на принципе ненасилия (ахимсы) и несотрудничества.
В 1929 году вице-король лорд Ирвин объявил о том, что будут проведены реформы с целью получения Индией статуса доминиона. Но рабочий комитет Индийского национального конгресса заявил, что не может быть настоящей свободы, пока не прекращена связь с Великобританией.

## Содержание закона
Закон предусматривал преобразование британской колонии Индия в федерацию провинций Британской Индии и вассальных княжеств. Провинции принуждались к членству в федерации, княжества могли включиться в федерацию или установить прямые отношения с метрополией.
Различным было участие в формировании Центрального законодательного собрания Индии. Представители от провинций избирались, от княжеств — назначались правителями.
Генерал-губернатор, назначаемый британским монархом, сохранял всю полноту власти в своих руках.
Принцип развития провинциальной автономии, введённый в 1937 году, предполагал разделение власти между центральной властью и провинциями.
Выборы в легислатуры проводились по куриям, в зависимости от религиозной и кастовой принадлежности.

## Результаты
Закон в целом оказался противоречивым и не охватывал всех аспектов взаимоотношений колонии с метрополией и с членами Британского содружества. Индийские политические силы называли закон «рабской конституцией», отмечали его ограниченность. В то же время закон об управлении 1935 г. расширил возможности для сторонников конституционных форм борьбы за национальную независимость.